# 比基尼澤鱔
比基尼澤鱔，又稱比基尼勾吻鯙，為輻鰭魚綱鰻鱺目鯙亞目鯙科的其中一種，分布於太平洋區，包括馬里亞納群島、馬紹爾群島至薩摩亞群島、馬克薩斯群島海域，體長可達60公分，為底棲性魚類，生活在珊瑚礁區，屬肉食性，生活習性不明，可作為食用魚。

## 擴展閱讀
維基物種上的相關：比基尼澤鱔